# Catharina Stenqvist
Bodil Catharina Stenqvist, född 10 juli 1950 i Enköping, död 5 maj 2014 i Lund, var en svensk teolog. 
Catharina Stenqvist prästvigdes 1977, blev teologie doktor 1984 och professor i religionsfilosofi vid Lunds universitet 2001. Hon var från 2009 ledamot av Agder Vitenskapsakademi (Kristiansand, Norge).